# Brachypalpoides lentus
Brachypalpoides lentus es una especie de sírfido. Se distribuyen por Europa y Asia Menor.